# 陸昊
陸 昊（りく こう）は、中華人民共和国の政治家。国務院発展研究センター党指導部書記兼所長。中華人民共和国自然資源部部長、黒竜江省省長、中国共産主義青年団（共青団）中央書記処第一書記などを歴任した。

## 略歴
1985年、18歳で北京大学に入学後、1985年5月に中国共産党へ入党し1987年には北京大学学生会主席に選ばれた。1989年に卒業後、北京の国有企業北京紡維に就職し工場長などを務めた。その際、工場の赤字を解消した経験をもとに書いた「国有企業の赤字解消に関する研究」などの論文が評価され、1998年には「北京市10大傑出青年」に選ばれた。その当時の朱鎔基首相に見込まれ、中国のシリコンバレーとも呼ばれる北京市中関村地区のトップなどを歴任したあと、北京市副市長に抜擢された。これは陸氏が35歳のときで、直轄市の副市長としては、これまでの最年少の記録を塗り替えた。その5年後の2008年5月、当時の共青団トップだった胡春華のあとを襲って共青団の第一書記に就任した。その事から黒竜江省省長就任時には20年後に胡の次の最高指導者に選出されるとの観測が出た。2018年3月、自然資源部長に就任。2022年6月23日に国務院発展研究センター党指導部書記兼所長に就任した。

## 発言
2016年3月6日、北京で開会中の全国人民代表大会の黒竜江省代表団会議で、陸が「坑内労働者8万人については、現在までのところ、給与の遅配もなければ、収入減もない」と述べたことに対し、龍煤集団双鴨山集団の坑内労働者達が3月9日にストに突入し、2日後の11日には数千人が「我々は生きねばならない。我々は食べねばならない」と書かれた横断幕を掲げて“双鴨山市”の街頭をデモ行進した。翌12日には、デモ隊はその数をさらに増し、「“陆昊睁眼说瞎话（陸昊は公然と嘘をつく）”」、「“共产党还我们钱（共産党は我々のカネを返せ）”」などと書いた横断幕を掲げてデモ行進を行った。その抗議活動は14日に急きょ動員された軍と警察の部隊によって鎮圧されるまで続いた。
その後3月12日に北京で「龍煤集団苦境脱却発展特別会議」を招集した陸は、「龍煤集団の坑内労働者に給与の欠配や各種保険料の未納があり、少なからぬ労働者が生活に困難を来している」ことが判明したと述べ、自身の前言の誤りを認めた。またメディアに対しても「私の発言が誤っていた。どのレベルの報告が誤っていたか、その原因が何かにかかわらず、誤りは正さねばならないし、問題は解決せねばならない」と語り、同時に「“要吸取報告失実的教訓（報告が事実と合わないという教訓を汲み取らねばならない）”」と述べて、深い反省を表明した。